# アクチュアリー
アクチュアリー (英: actuary、中: 精算師) とは、ビジネスにおける将来のリスクや不確実性の分析、評価等を専門とする専門職。日本語では「保険数理士」「保険数理人」などと訳されることもある。

## 概要
歴史的には、アクチュアリーという職業が成立したのは生命保険分野からであったとされ、イギリス発祥であるとされる。（→#歴史）
国ごとにアクチュアリーの状況は大きく異なる。日本では、「日本アクチュアリー会」の試験に合格し、所属している者がアクチュアリーとしてみなされる。まずアクチュアリーの準会員になるのに約5年、正会員になるのに約8年程度が必要とされ、2010年3月末時点で準会員数968名、正会員数1,257名である。それに対して、米国では2003年時点でアクチュアリー団体の正会員が約10,000名と、日本の約10倍に及ぶ。いずれにせよ、弁護士や会計士と比べると圧倒的に人数が少ない専門職である。（→#各国におけるアクチュアリー）
アクチュアリーは一次試験では大学教養程度の基礎的な統計学に関する出題がなされるため、資格保持者には大学時代を理系で過ごした人の割合が高かった。近年は関連領域の広がりに応じて会計学など他の専攻領域の出身者も増加しており、こうした分野に強い大学も人材育成に力を入れている。早稲田大学は大学院会計研究科で2018年度に「アクチュアリープログラム」を開始。2019年度には国内初の専門コース開設を予定している。

## 歴史
歴史的には、アクチュアリーという職業が成立したのは生命保険分野からであったとされ、アクチュアリーは伝統的に生命保険会社で多く活躍する存在であり、近代的生命保険業とアクチュアリーは密接に結びついているとされる。また、アクチュアリーの発祥の地は英国であるとされる。
生命保険のように人々が資金を出し合い、リスクが顕在化した人を助ける制度は、日本の頼母子講を含め古くから存在した。これに対し、個々の加入者のリスクを測定することによって合理的な保険料を徴収することとした近代的生命保険においては、その加入者のリスク測定のためにアクチュアリーの存在が不可欠だった。
また「アクチュアリーが活躍する伝統的分野は、生命保険、損害保険、年金の三分野」とも言われ、アクチュアリーの業務は保険数理、年金数理に基づく保険料、および責任準備金と呼ばれる契約債務の評価などの計算業務を中核にして発展してきた。よって、アクチュアリーは生命保険会社、損害保険会社、信託銀行の年金部門、社会保険を担当する公的組織（日本の厚生省や後身の厚生労働省、公的共済組織等）、あるいはアクチュアリー系コンサルティング会社などに所属して数理計算業務に携わっていることが多かった。

## 各国におけるアクチュアリー
アクチュアリー団体に所属している者をもって「アクチュアリー」と呼ぶ。日本以外の項目では各国のアクチュアリー団体について述べる。

### 日本
日本において「アクチュアリーになる」とは、「公益社団法人日本アクチュアリー会の正会員になる」とほぼ同義である（外国のアクチュアリー会の正会員もアクチュアリーと呼ばれる）。年金数理人や、保険計理人になるための条件の一つは、日本アクチュアリー会の正会員であることである。2015年3月末時点で、日本アクチュアリー会の正会員数は1,514人である（正会員以外も含めた全会員数は4,750人）。
日本アクチュアリー会の会員資格には正会員のほか、準会員、研究会員があり、下記の1次試験・2次試験とも合格すれば正会員、1次試験全科目に合格すれば準会員、それ以外が研究会員である。受験資格は原則として大学3年生以上。一度に全科目に合格する必要はないが、1次試験に全て合格しなければ（つまり準会員にならなければ）2次試験は受験できない。したがって最短では2年で正会員資格が取得できることになるが、前述のように大学教養レベルの統計学の知識が要求されるため、受験者の大多数が理系出身者であることもあり、全科目合格には数年を要する者も多い。
- 1次試験科目（5科目）
  - 数学
  - 生保数理
  - 損保数理
  - 年金数理
  - 会計・経済・投資理論
- 2次試験科目（下記のいずれかのコースで、各2科目）
  - 生保コース（生保1、生保2）
  - 損保コース（損保1、損保2）
  - 年金コース（年金1、年金2）

1次試験が基礎的な内容を問う試験であるのに対し、2次試験はアクチュアリーとしての実務を行う上で必要な専門知識および問題解決能力を有するか否かを判定する試験とされ、実務的な内容が多く問われる。2次試験は生保・損保・年金のいずれかのコースで合格すればよく、どのコースでも正会員資格に区別はない。ただし、それぞれの分野の実務は大きく異なることから、「生保アクチュアリー」「損保アクチュアリー」「年金アクチュアリー」なる表現を使うことがある。
なお、日本アクチュアリー会は日本で唯一のアクチュアリー団体であり、保険業法第122条の2第2項に基づく、金融庁の指定法人である。アクチュアリーの育成・研修のほか、保険数理に関する調査研究を行い、日本の保険会社の責任準備金の計算基礎である標準死亡率の作成、保険計理人の実務基準の作成なども行う。
アクチュアリー職の募集条件には、アクチュアリー会の正会員だけでなく「アクチュアリー資格試験受験者」も含められていることがある。

### 米国
米国のアクチュアリー会はSociety of Actuaries（SOA）という。2003年4月時点で、会員数は合計で17,300名（日本の約5倍）。このうち正会員は約10,000名（日本の約10倍）である。生損保会社のアクチュアリーは約7,200名、コンサルティング会社のそれは約6,000名となっており、（日本に比べて）コンサルティング会社の割合が非常に大きい。
会員資格には、アソシエイト（Associate of the Society of Actuaries, ASA）、フェロー（Fellow of the Society of Actuaries, FSA）、公認企業リスクアナリスト（Chartered Enterprise Risk Analyst, CERA）がある。フェローはアソシエイトとなった後に5つの専門分野（Finance/ERM, Investment, Individual Life & Annuities, Retirement Benefits, Group & Health）のうちいずれかを選択して受験する。CERAは企業リスク管理 (ERM) に特化した資格であり、アソシエイトとは試験科目が異なっている（会員資格としてはアソシエイトと同格）。
現在、MBA、CFA、CPA、MFE、FRM等のその他専門職との差別化を目指し、試験制度等の改革が目覚しい。日本の会員資格と比べると、Finance/ERM（近年発展が目覚しい）、Investment（数年前までは新分野であったが既に多くの会員を有する）、Healthが明確に存在することが特記事項である。
SOAのほか、米国のアクチュアリー関係の団体には次のようなものがある。
- American Academy of Actuaries（米国アクチュアリー学会、AAA）
- American Society of Pension Professionals & Actuaries（米国年金専門職・アクチュアリー会、ASPPA）
- Casualty Actuarial Society（損保アクチュアリー会、CAS）
- Conference of Consulting Actuaries（コンサルティングアクチュアリー評議会）

### 英国
英国のアクチュアリー団体は、Institute of ActuariesとThe Faculty of Actuariesの2つがあったが、2010年8月に両会が合併してThe Institute and Faculty of Actuariesとなっている。

### インド
インドのアクチュアリー団体はActuarial Society of Indiaという。近年、会員数の伸びが目覚しい。student会員（準会員になる前の者）も含めるとその数は5000人（2006年時点）にのぼり、3年前の倍以上になっている。

## 著名なアクチュアリー
矢野恒太 (1865-1951)第一生命の創立者で、日本アクチュアリー会の初代代表。もともと医師であり、第一生命創立前は日本生命の社医をしていたこともある。
大館義雄 (1906-1949)日本アクチュアリー会の第1回正会員試験に全科目満点で合格した（アクチュアリー試験の成績優秀賞「大館賞」の由来。現在は大館賞とは呼ばず、理事長特別賞という名称になっている。）。利源別配当方式の導入などの業績がある。
坂口陽史(1943-2002)日本におけるプルデンシャル生命の創業者で、在米中に日本人として初めて米国アクチュアリーに合格した人物である。日本の高校生・大学生の数学における成績優秀者の数学科目専攻留学希望者を支援する無返済の給付型奨学金Kiyo Sakaguchi奨学金をプルデンシャル生命は行っている。
上田泰史（1962－）日本アクチュアリー会の現理事長。女性アクチュアリーの増加に注力するなど、現在も会の発展に尽力している。よりアカデミックで、よりアクティブなアクチュアリー会（3A）を目指している。
レディントン (Frank Redington 1906–1984)英国のアクチュアリー。金利変動が保険会社の正味価値に及ぼす影響を軽減する運用戦略として「イミュナイゼーション」を考案した。
ウィルキー (David Wilkie)英国のアクチュアリー。確率論的な長期金利モデルの一つである「ウィルキーモデル」を考案。
エリザ・ライト (Elizur Wright 1804-1885)米国の政府アクチュアリー。解約返戻金の最低価格を定める「不没収価格法」を作った。

### 架空のアクチュアリー
ウォーレン・シュミット (Warren Schmidt)映画『アバウト・シュミット』の主人公。演じたのはジャック・ニコルソン。
ルービン・フェファー (Reuben Feffer)ラブコメ映画『ポリーmy love』の主人公。演じたのはベン・スティラー。

## 関連文献
- 田中周二、松山直樹『統計学とアクチュアリーの現代的課題』日本統計学会誌、2004年9月
- 岡本量太、林勲、奥村英二『アクチュアリー --- 保険・年金数理のプロフェッショナル』ビジネス教育出版社、1999年